# Plebe
Plebe, plebeus, peões ou pés de poeira são as pessoas que não nasceram na nobreza. São a classe baixa da população, o povo.

## Na Roma Antiga
Na Roma Antiga, além dos patrícios e clientes, existia a plebe (do latim plebem, multidão), que formava um mundo à parte. Os plebeus habitavam o solo romano, sem integrar a cidade. Como acentua Bouché-Leclercq, "eles tinham o domicílio, mas não a pátria". Eram homens livres, podiam possuir terras, pagavam impostos e prestavam serviços militares. A diferença entre patrícios e plebeus era marcada por barreiras de tabus extremamente exclusivas. No início, os plebeus não possuíam direitos políticos nem civis.
A plebe, cuja origem é muito obscura, possivelmente se constituía dos vencidos que ficavam sobre a proteção do Estado; dos clientes que se extinguiram; e dos estrangeiros (Peregrinus) aos quais o Estado protegia.
Os plebeus constituíam 70% da população romana, e os patrícios 30%.
Os plebeus eram homens e mulheres livres que praticavam o comércio, faziam artesanato e trabalhos agrícolas. Compunham a maioria da população, mas, durante a monarquia, não eram considerados cidadãos.

### Origem
Segundo Dionísio de Halicarnasso, Rômulo, depois de ter criado as Tribos e a Cúria, dividiu o povo romano em patrícios e plebeus, sendo os primeiros, aqueles que se destacavam pelo nascimento, pela virtude e pelo dinheiro e, a plebe, os demais. O historiador Tito Lívio afirma que Rômulo nomeou cem senadores, chamados de "patres", snedo seus descendentes qualificados como patrícios, com base em sua dignidade moral.

### Reino
No início do Reino de Roma, os plebeus não eram considerados cidadãos, portanto não tinham direitos políticos, não podendo nem formar famílias legalmente reconhecidas (Gens). Serviam no exército e trabalhavam como artesãos, agricultores e comerciantes. Viviam ameaçados pela escravidão por dívidas e tinham que pagar altos impostos.
Quando Sérvio Túlio, Rei de Roma entre 578 a.C. e 539 a.C., instituiu os comícios centuriatos, o fez de modo que os plebeus tivessem um peso significativamente inferior ao seu tamanho numérico.

### República
Nos primeiros dois séculos da República (séculos V e IV A.C.) ocorreu o Conflito das Ordens, por meio do qual a plebe foi gradualmente obtendo mais força política.
Em 494 A.C., houve a primeira rebelião da plebe, que obteve a instituição dos Tribunos da Plebe.
Em 450 A.C., obtiveram a publicação da Lei das Doze Tábuas, por meio das quais, as principais normas do Direito Romano passaram a ser escritas, isso interessava aos plebeus, pois, desse modo, limitou-se a arbitrariedade dos patrícios na administração da justiça.
Em 450 A.C., foi promulgada a Lei Canuleia, que revogou a proibição de casamentos entre patrícios e plebeus.
Em 409 A.C., foi revogada a proibição dos plebeus de terem acesso ao cargo de questor.
Em 367 A.C., foi publicada a Lei Licínia Sêxtia, que:
- facilitava o pagamento de dívidas (Deereo alieno);
- limitava o tamanho dos latifúndios, o uso dos pastos públicos (que não podiam ser utilizados por grandes rebanhos) e o uso do trabalho escravo, pois obrigava a contratação de determinada proporção de trabalhadores livres (modo agrorum);
- permitia que os plebeus tivesse acesso ao cargo de cônsul (De consule plebeio);

Em 339 A.C., foram publicadas as "Leges Publiliae Philonis", pelo ditador Quinto Publílio Filão (primeiro ditador plebeu da história de Roma), que fez com que as leis aprovadas nas Assembleias da Plebe (plebiscitos) vinculassem também os patrícios e também permitiu que os plebeus tivessem acesso ao cargo de Censor.
Em 337 AC, foi permitido que os plebeus pudessem ter acesso ao cargo de pretor.
Em 320 AC, foi permitido que os plebeus pudessem ter acesso a qualquer magistratura.
Em 300 AC, foi publicada a Lei Ogúlnia, que permitiu que os plebeus tivessem acesso ao Colégio de Pontífices.
Em 287 AC, foi publicada a Lex Hortensia, que dispensou a prévia autorização do senado para que as leis aprovadas nas Assembleias da Plebe (plebiscitos) vinculassem também os patrícios.

### Clientes
Os clientes eram pessoas livres que se associavam aos patrícios, prestando-lhes serviços pessoais e apoiando-os na dominação exercida sobre a plebe em troca de ajuda econômica e proteção.
Em geral, plebeus e clientes eram descendentes de povos que vivam perto de onde Roma foi fundada. Esses grupos foram dominados e incorporados à sociedade romana, embora não tivessem os mesmos direitos dos patrícios.

### Escravos
Na monarquia, os escravos eram aqueles que não conseguiam pagar suas dívidas. Com a expansão militar durante a república e o império, esse grupo social romano passou a incluir também os prisoneiros de guerra. Realizavam as mais diversas atividades e eram considerados propriedades de seu senhor. O senhor tinha o direito de castigar o escravo, alugá-lo ou alugar seus serviços.